# 盧卡·羅塞蒂尼
盧卡·羅塞蒂尼（義大利語：Luca Rossettini，1985年5月9日—）是義大利的一位足球運動員，在場上司職右後衛或中後衛。現效力於意丙球隊帕多瓦。他過去也效力過帕多瓦足球俱樂部和錫耶納足球俱樂部。

## 外部連結
- （意大利文） A.C. Siena Official Player Profile
- （意大利文） Gazzetta Dello Sport Player Profile （页面存档备份，存于）